# Miroslav Filipović
Pour les articles homonymes, voir Filipović.
Miroslav Filipović (1915-1946), également connu sous les noms de Tomislav Filipović  et Tomislav Filipović-Majstorović (ainsi que sous le surnom de Frère Satan), était un officiel oustachi et criminel de guerre croate, commandant du camp de concentration de Jasenovac puis de celui de Stara Gradiska.

## Biographie
Né en 1915 à Jajce (alors en Autriche-Hongrie), il devient moine fransiscain après ses études secondaires, prenant le nom religieux de Tomislav. Il étudie ensuite la théologie catholique à Sarajevo.
Devenu prêtre catholique en 1939, il exerce son ministère dans le monastère franciscain de Petricevac. Convaincu par l'idéologie oustachie, il devient membre du mouvement en 1940.
En février 1942, il participe au massacre de Serbes dans les villages de Šargovac, Motike et Drakulić. Il n'est pas le seul ecclésiastique à avoir pris part à des atrocités commises par l'Oustacha . Cependant, cette action lui vaut d'être défroqué.
Protégé de Vjekoslav Luburić (1914-1969), il est nommé quelques mois plus tard, le 10 mai 1942, commandant du camp de concentration de Jasenovac . Il s'y distingue par sa grande violence, qui lui vaut d'être surnommé « Frère Satan » par les prisonniers.
Filipovic participe en effet personnellement aux massacres et à la torture des détenus, allant même jusqu'à tuer des enfants présents dans le camp. Il reconnaîtra lors de son procès après la guerre avoir tué de ses propres mains 100 détenus pendant les quelques mois où il était commandant à Jasenovac.
En octobre 1942, il est muté au camp de concentration de Stara Gradiska, dont il assure la direction jusqu'en mars 1943 .
Après la fin de la guerre, il s'enfuit en Autriche en mai 1945 mais y est arrêté par les forces britanniques qui le remettent aux autorités yougoslaves.
Il est alors jugé à Zagreb pour crimes de guerre, reconnu coupable et condamné à mort. Il est exécuté par pendaison, en portant sa bure fransiscaine, en 1946.